# 马蒂亚斯-卡尔多苏
马蒂亚斯-卡尔多苏是巴西米纳斯吉拉斯州的一个市镇。总面积1938.429平方公里，总人口10270人，人口密度5.3人/平方公里。